# パーソナルエアビークル

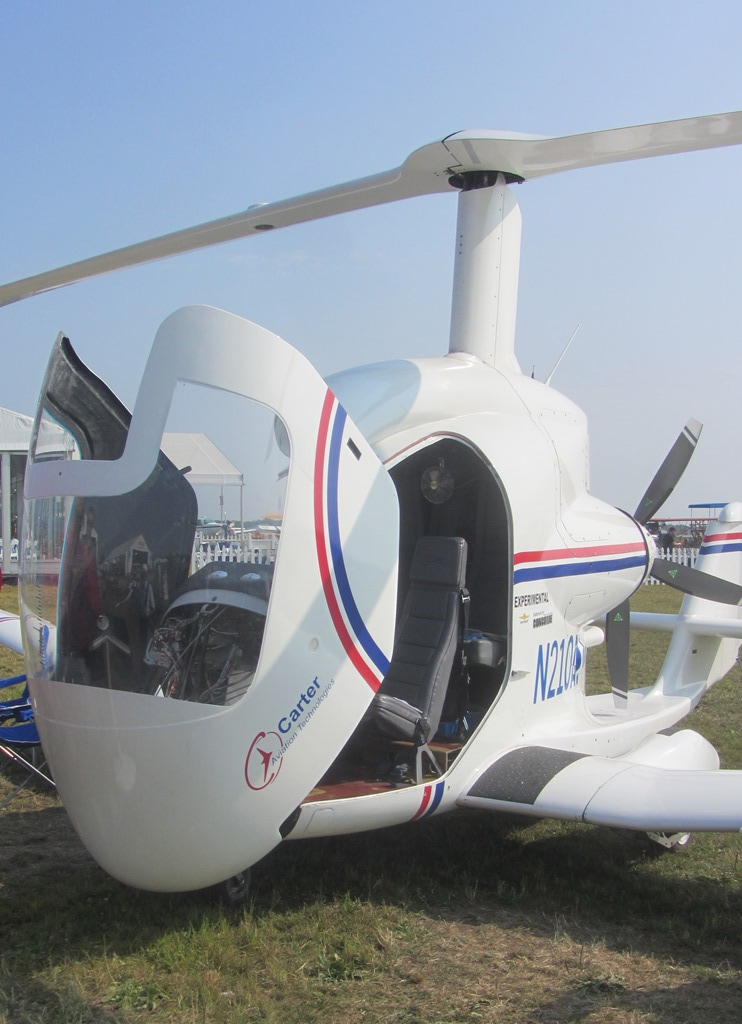
カーターPAV （2014年）

パーソナルエアビークル（英語: Personal air vehicle (PAV)）は、オンデマンド航空サービスを提供するタイプの航空機として提案された空飛ぶクルマ（eVTOL）である。
従来の地上輸送方法に代わる輸送手段として、無人航空機技術と電気推進により航空機の小型化が可能になった電動航空機。障壁には、航空の安全性、耐空性、運用コスト、使い勝手、空域の統合、航空機の騒音と排出ガスが含まれ、最初に小型無人航空機システム (UAS) 認証取得に取り組み、次に経験を積む必要がある。

## 定義
パーソナルエアビークル(PAV)は、自家用車と同様のアクセス性と操作の容易さの点で飛行利便性を提供すると同時に、ポイントツーポイント飛行の直接飛行によるスピードと経路の効率性を提供することを目的としている。PAVは、従来の一般的な航空機、ヘリコプターなどとは異なり、自律システムによるオートパイロットのためパイロットの資格のない人でも利用できるのが特徴である。

## 歴史
2002年、NASAは、ビークルシステムプログラム（英語: Vehicle Systems Program (VSP) ）の一環として、パーソナルエアビークルセクタープロジェクト（英語: Personal Air Vehicle Sector Project）を設立した。このプロジェクトは、NASAの車両統合、戦略、技術評価(VISTA)オフィスの一部として、亜音速輸送機、VTOL航空機、超音速航空機、高高度長耐久航空機のセクターも含まれている。各セクターの目的は、車両能力の目標と、それらのブレークスルーを達成するために必要な技術投資戦略を確立することであった 。
2003年、アメリカ航空宇宙学会(AIAA)の会議でPAVと既存の一般的な単発ピストン航空機の機体特性の違いが明らかにされた。使いやすさ、安全性、効率、フィールド長のパフォーマンス、および手頃な価格など飛躍的に向上させる先進的コンセプトが必要であるとされた。

## 主なパーソナルエアビークル
- ウィスク・コーラ
- エアバス・シティエアバス
- エアバス A³ ヴァーハナ
- オープナー・ブラックフライ
- カーターPAV
- テラフージア・トランジション
- ボロコプター2X
- ボーイングPAV
- NASA パフィン
- 億航智能
- キティホーク フライヤー（英語版）
- ヴァルナ バイ サガール ディフェンス エンジニアリング
- ホバーサーフスコーピオン3（空飛ぶバイク）
- カーターコプター（英語版）
- リリウムジェット（英語版）
- テラフギアTF-X（英語版）
- エクスプロレア（英語版）
- パラジェットスカイカー（英語版）
- アーバンエアロノーティクスX-ホーク（英語版）
- マーティンジェットパック（英語版）
- モラー・スカイカー（英語版）